# Renate Hoy
Renate Hoy, rodným jménem Renate Anita Huy, (31. prosince 1930 – 1. července 2024) byla německá modelka a herečka, Miss Německa za rok 1952, žijící po většinu života v USA.
Narodila se v Ludwigshafenu a po vítězství v soutěži Miss Německa odjela do USA, kde se účastnila soutěže Miss Universe (skončila pátá). V USA se usadila a začala se věnovat herectví; hrála například ve filmech Abbott and Costello Go to Mars (1953), The Golden Blade (1953), The Sea Chase (1955), A Certain Smile (1958) a Missile to the Moon (1958). V roce 1954 hrála také v německém filmu Schloß Hubertus. Herectví se přestala věnovat koncem 50. let. V roce 1960 se stala občankou USA.
V letech 1954–1959 byl jejím manželem herec Brett Halsey, s nímž měla syna Charlese Olivera (1956) a dceru Tracy (1957). Syn byl zpěvákem punkrockové skupiny Rock Bottom & The Spys a byl zavražděn ve vězení. V letech 1963–1975 byl jejím manželem právník Raymond C. Simpson, s nímž měla syna Richarda Jamese (1967), později rovněž hudebníka. Zemřela v roce 2024 v Kalifornii ve věku 93 let.